# Grand Prix Formule 1 van Frankrijk 1995
De Grand Prix Formule 1 van Frankrijk 1995 werd gehouden op 2 juli 1995 op Magny-Cours.

## Uitslag
| Positie | Nummer | Rijder                   | Team               | Ronden | Tijd/Opgave      | Startplaats | Punten |
| ------- | ------ | ------------------------ | ------------------ | ------ | ---------------- | ----------- | ------ |
| 1       | 1      | Michael Schumacher       | Benetton-Renault   | 72     | 1:38:28.429      | 2           | 10     |
| 2       | 5      | Damon Hill               | Williams-Renault   | 72     | +31.309          | 1           | 6      |
| 3       | 6      | David Coulthard          | Williams-Renault   | 72     | +1:02.826        | 3           | 4      |
| 4       | 25     | Martin Brundle           | Ligier-Mugen-Honda | 72     | +1:03.293        | 9           | 3      |
| 5       | 27     | Jean Alesi               | Ferrari            | 72     | +1:17.869        | 4           | 2      |
| 6       | 14     | Rubens Barrichello       | Jordan-Peugeot     | 71     | +1 Ronde         | 5           | 1      |
| 7       | 8      | Mika Häkkinen            | McLaren-Mercedes   | 71     | +1 Ronde         | 8           |        |
| 8       | 26     | Olivier Panis            | Ligier-Mugen-Honda | 71     | +1 Ronde         | 6           |        |
| 9       | 15     | Eddie Irvine             | Jordan-Peugeot     | 71     | +1 Ronde         | 11          |        |
| 10      | 30     | Heinz-Harald Frentzen    | Sauber-Ford        | 71     | +1 Ronde         | 12          |        |
| 11      | 7      | Mark Blundell            | McLaren-Mercedes   | 70     | +2 Rondes        | 13          |        |
| 12      | 28     | Gerhard Berger           | Ferrari            | 70     | +2 Rondes        | 7           |        |
| 13      | 24     | Luca Badoer              | Minardi-Ford       | 69     | +3 Rondes        | 17          |        |
| 14      | 9      | Gianni Morbidelli        | Arrows-Hart        | 69     | +3 Rondes        | 16          |        |
| 15      | 4      | Mika Salo                | Tyrrell-Yamaha     | 69     | +3 Rondes        | 14          |        |
| 16      | 22     | Roberto Moreno           | Forti-Ford         | 66     | +6 Rondes        | 24          |        |
| NC      | 17     | Andrea Montermini        | Pacific-Ilmor      | 62     | Niet geklasseerd | 21          |        |
| NF      | 29     | Jean-Christophe Boullion | Sauber-Ford        | 48     | Versnellingsbak  | 15          |        |
| NF      | 16     | Bertrand Gachot          | Pacific-Ilmor      | 24     | Versnellingsbak  | 22          |        |
| NF      | 23     | Pierluigi Martini        | Minardi-Ford       | 23     | Versnellingsbak  | 20          |        |
| NF      | 2      | Johnny Herbert           | Benetton-Renault   | 2      | Spin             | 10          |        |
| NF      | 10     | Taki Inoue               | Arrows-Hart        | 0      | Botsing          | 18          |        |
| NF      | 3      | Ukyo Katayama            | Tyrrell-Yamaha     | 0      | Botsing          | 19          |        |
| NF      | 21     | Pedro Diniz              | Forti-Ford         | 0      | Spin             | 23          |        |

## Wetenswaardigheden
- Gerhard Berger reed in de punten, tot bij een pitstop de brandstofring niet paste. Zijn stop duurde 50 seconden waardoor hij terugviel naar de zeventiende plaats.

## Statistieken
| Pole-position | Damon Hill         | Williams-Renault | 1:17.225 |
| Snelste ronde | Michael Schumacher | Benetton-Renault | 1:20.218 |

## Noot
- Dit was de 25ste podiumplaats voor Damon Hill.

1906 · 1907 · 1908 · 1912 · 1913 · 1914 · 1921 · 1922 · 1923 · 1924 · 1925 · 1926 · 1927 · 1928 · 1929 · 1930 · 1931 · 1932 · 1933 · 1934 · 1935 · 1936 · 1937 · 1938 · 1939 · 1947 · 1948 · 1949 · 1950 · 1951 · 1952 · 1953 · 1954 · 1956 · 1957 · 1958 · 1959 · 1960 · 1961 · 1962 · 1963 · 1964 · 1965 · 1966 · 1967 · 1968 · 1969 · 1970 · 1971 · 1972 · 1973 · 1974 · 1975 · 1976 · 1977 · 1978 · 1979 · 1980 · 1981 · 1982 · 1983 · 1984 · 1985 · 1986 · 1987 · 1988 · 1989 · 1990 · 1991 · 1992 · 1993 · 1994 · 1995 · 1996 · 1997 · 1998 · 1999 · 2000 · 2001 · 2002 · 2003 · 2004 · 2005 · 2006 · 2007 · 2008 · 2018 · 2019 · 2021 · 2022